# Agadir Itourhaine

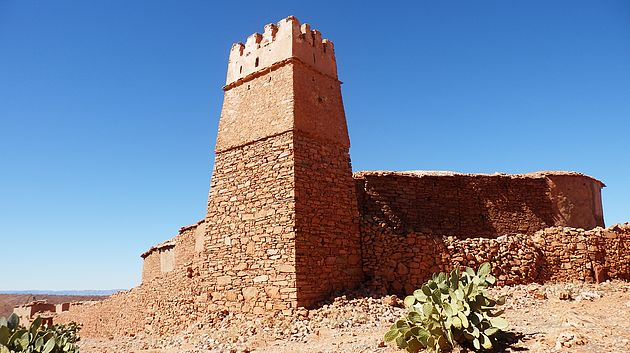
Festungsartig thront der Agadir Itourhaine auf der Kuppe eines seitlich steil abfallenden und teilweise von Opuntien umstandenen Hügels.

Der Agadir Itourhaine (auch Aït Ourhain) in der Provinz Taroudannt in der Region Souss-Massa gehört zu den eindrucksvollsten und besterhaltenen Agadiren (Speicherburgen) der Berber im Antiatlas und somit in ganz Marokko.

## Lage
Von Tafraoute aus sind es ca. 36 km über asphaltierte Straßen bis zum nordöstlich gelegenen Ort Aït Abdallah und weitere 12 km nach Tiguermine; von dort sind es noch einmal ca. 16 km über – auch mit normalen Pkws befahrbare – Pisten bis zum Agadir Itourhaine, der abseits vom gleichnamigen Ort auf der Kuppe eines etwa 1500 m hohen Hügels thront.

## Geschichte
Aussagen über das Alter (wahrscheinlich 18./19. Jahrhundert) des Bauwerks liegen letztlich im Bereich der Spekulation, denn an allen Agadiren im Antiatlas wurde über Jahrhunderte gebaut, was auch beim Agadir Itourhaine abzulesen ist. Bei allen Erweiterungen und Ausbesserungsarbeiten wurden jedoch stets die gleichen – seit Jahrhunderten überlieferten – Techniken angewandt, so dass einzelne Bauphasen nur schlecht unterscheidbar sind. Dendrochronologische Methoden für die beim Bau verwandten Hölzer (Argan- und Mandelholzäste) wurden bislang noch nicht entwickelt, aber auch sie würden – angesichts der zahlreichen in der Vergangenheit durchgeführten Reparaturen – nur zu vagen Ergebnissen führen. Einige Wandteile wurden im 20. Jahrhundert verputzt.

## Architektur

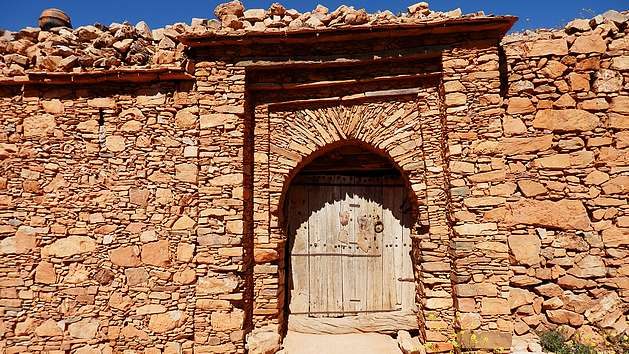
Agadir Itourhaine, Eingangsportal

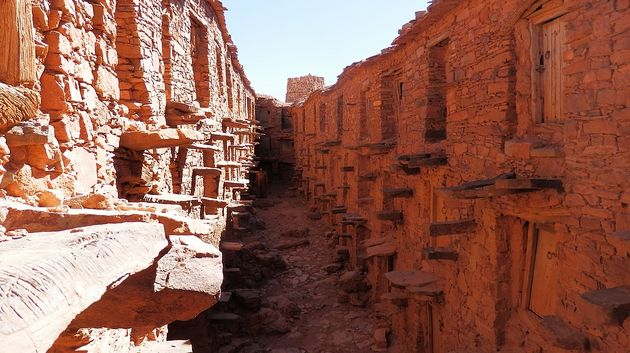
Agadir Itourhaine, Mittelgang mit seitlichen Speicherkammern und vorkragenden Trittsteinen

Wie bei den meisten Agadiren im Gebiet des Antiatlas ist der gesamte Bau aus größeren und kleineren Steinen handwerklich perfekt und ohne Verwendung von Mörtel – nur mit etwas Lehm – zusammengefügt; die (Zwischen-)Decken bestehen aus krummen Arganholzästen mit einer Schilf- und Erdauflage. Markantester Bauteil ist der in die Umfassungsmauer integrierte, architektonisch aber ansonsten nahezu freistehende und – wie üblich – auf quadratischem Grundriss errichtete fensterlose Turm, dessen obere Teile, die auch schießschartenähnliche Öffnungen enthalten, im 20. Jahrhundert verputzt wurden; interessant aber wahrscheinlich nicht original sind die gestuften Zinnen. Drei weitere Ecktürme sind teilweise verfallen oder überragen den eigentlichen Agadir nur geringfügig.
Über ein differenziert gestaltetes Eingangsportal mit einer für – die Berberarchitektur eher ungewöhnlicher – bogenförmiger Öffnung und einem nahezu quadratischen Alfiz-Rahmen gelangt man in einen Vorhof mit einem kleinen Raum für den oder die Wächter. Der eigentliche Zugang ins Innere der Speicherburg führt vorbei an den – in vielen Agadiren anzutreffenden – gegenüberliegenden Steinbänken. Der Agadir besteht aus drei Gängen, die von – in drei Stockwerken übereinander angeordneten – Speicherkammern gesäumt werden; nur der Mittelgang dürfte ursprünglich sein, wohingegen es sich bei den beiden Seitengängen mit ihren nur einseitigen Speicherkammern um später hinzugefügte Bauteile handelt. Die insgesamt etwa 100 Speicherkammern mit ihren nur ca. 1,40 m hohen Holztüren sind über – aus dem Mauerwerk vorkragende – große Trittsteine erreichbar.

## Türen

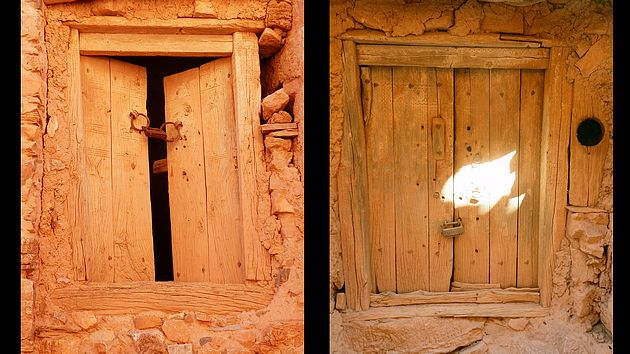
Agadir Itourhaine, Speichertüren

Der Agadir Itourhaine verfügt noch über einige der originalen, ca. 1,40 m hohen Speicherkammertüren; diese sind meist aus – in Marokko eher seltenen – gebeilten (später gesägten) Brettern gefertigt und mit geometrischen Ornamenten (Dreiecke, Rauten, Schlüssellochfenster etc.) versehen, die ursprünglich wahrscheinlich eine unheilabwehrende (apotropäische) Bedeutung hatten. Die meisten dieser Türen sind jedoch in der zweiten Hälfte des 20. Jahrhunderts demontiert worden und auf Antiquitätenmärkten oder in Museen (z. B. Dar-Si-Said-Museum, Marrakesch) gelandet. Auch eines der ursprünglich zahlreichen hölzernen Türschlösser wird noch gezeigt.

## Dokumente

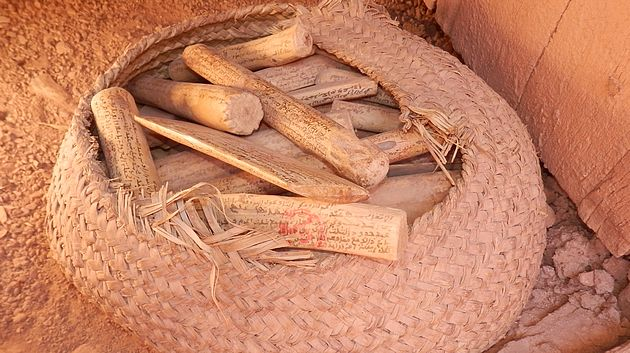
Korb mit Familiendokumenten

Im Eingangsbereich befindet sich ein aus Palmblättern geflochtener Korb mit kleinen glattpolierten und beschrifteten Rundhölzern oder schmalen Brettchen; es handelt sich um – in arabischer Schrift verfasste – Familiendokumente (Eheverträge, Besitzurkunden etc.), die ehemals einzeln in den jeweiligen Speicherkammern aufbewahrt wurden. In der ansonsten schrift- und bildlosen Kultur der Berber galten diese Urkunden beinahe als heilig und unantastbar, auch wenn die nächste oder übernächste Generation häufig schon nicht mehr wusste, was darauf geschrieben stand.

## Bedeutung
Wie alle Agadire Südmarokkos stammt der Agadir Itourhaine aus einer Zeit, als die Berber-Bevölkerung noch nicht gänzlich sesshaft war und – zumindest teilweise – in den Sommermonaten mit ihrem Vieh (Schafe, Ziegen, Hausesel) in höher gelegene Bergregionen ziehen musste. Es bestand deshalb eine ständige Notwendigkeit, die auf den kargen Böden und in mühseliger Arbeit erzeugten Lebensmittel sowie andere Wertgegenstände gegen umherziehende Nomaden und bei Fehden und Hungersnöten auch gegen Nachbarstämme zu verteidigen.

## Umgebung
Der Agadir von Dou Tagadirt ist nur etwa 1,5 km entfernt; der Agadir Tasguent liegt etwa 10 km südwestlich.